# Lien Te-an
Lien Te-an (chinesisch 連•德安; * 29. Oktober 1994 in Nan’ao) ist ein taiwanischer Rennrodler.
Obwohl Taiwan keine eigene Kunstbahn für Rodel- und Bobsport besitzt, gibt es eine jahrzehntelange Tradition des Rodelsports in Taiwan, wenngleich der Sport immer nur von sehr wenigen Sportlern des Landes betrieben wird. Das Training findet auf Taiwan üblicherweise inmitten des Verkehrs auf Schlitten mit Rollen auf Bergstraßen statt. Lien ist Sportstudent an der Sportuniversität von Taipeh. Er begann im Alter von 14 Jahren mit dem Rodelsport und wird von Chin Hao-ching trainiert.

## Sportliche Karriere

### Bis zu den ersten Olympischen Spielen
Lien Te-an nahm seit der Saison 2010/11 an Rennen des Jugend-A-Weltcups teil. Sein Debüt gab er in Sigulda, wo er 19. und 24. bei einem Weltcup mit zwei Rennen wurde. Es folgte ein 35. Rang in Altenberg und Platz 20 am Königssee. Zum Saisonfinale wurde er in Igls 37. Mit 66 Punkten belegte er den 27. Rang in der Gesamtwertung. Bei den Juniorenweltmeisterschaften 2011 in Oberhof fuhr er auf Rang 34. 2011/12 rückte Lien in den Weltcup der Junioren auf und bestritt hier die ersten vier der sechs Saisonrennen. Bei zwei Rennen zum Saisonauftakt in Park City kam er auf die Ränge 29 und 31, anschließend wurde er in Calgary 26. Nach dem Jahreswechsel trat er noch in Igls an und wurde 34. Mit 44 Punkten platzierte er sich als 37. einen Rang vor Tucker West, der allerdings nur halb so viele Rennen bestritten hatte. 2012 nahm Lien zudem an den ersten Olympischen Jugend-Winterspielen in Innsbruck teil. In beiden Läufen erreichte er die 20. Zeit und platzierte sich auch im Endergebnis auf dem 20. von 25. Plätzen.
Seit der Saison 2012/13 trat Lien im Weltcup an. Hier musste er versuchen, sich über die Nationencup-Rennen für die eigentlichen Weltcup-Rennen zu qualifizieren. Beim traditionell stark besuchten Saisonauftakt in Igls belegte er im Nationencup-Rennen den 41. Platz von 49 platzierten und 52 gemeldeten Rodlern und verpasste damit das Weltcup-Rennen deutlich. Bei den beiden folgenden Weltcup-Stationen am Königssee und Altenberg ging er trotz Meldung nicht an den Start, erst in Oberhof trat er wieder an und wurde 38. des Nationencups. Eine noch bessere Platzierung erreichte er danach als 33. in Winterberg. Die weiteren Weltcupstationen in Übersee und Sotschi ließ er aus und wurde mit 12 Punkten 64. des Nationencups und mit drei Punkten 66. der Weltcup-Gesamtwertung.
Auch Saison 2013/14 startete Lien zunächst bei den Männern. Zum Saisonauftakt scheiterte er als 36. erneut klar im Nationencup an der Qualifikation für den Weltcup. Noch deutlicher anschließend als 43. in Igls und 46. in Winterberg. Erst auf der Nordamerika-Tour in Whistler und Park City konnte er mit jeweils den 33. Rang etwas bessere Platzierungen erreichen, scheiterte letztlich aber bei allen fünf Versuchen der Saison klar mit der Qualifikation für die Weltcup-Rennen. Damit erreichte er am Ende in der Weltcup-Wertung mit fünf Punkten den 62., in der des Nationencups mit 23 Punkten den 53. Platz. Anschließend ging er noch einmal für zwei Rennen zurück in den Junioren-Weltcup. Am Königssee wurde er dort 19., in Oberhof 25. Mit 38 Punkten war er hier 27. der Gesamtwertung und damit nur einen Rang schlechter als Nico Gleirscher, der seine Punkte allerdings in einem einzigen Rennen gewann. Saisonfinale und erster Karrierehöhepunkt wurde für Lien die Teilnahme an den Olympischen Winterspielen 2014 von Sotschi. Im ersten Lauf fuhr Lien einen schweren Fehler und lag danach mit weitem Abstand auf dem letzten Platz. Auch im zweiten Lauf fuhr er die schwächste Zeit aller Fahrer, wenngleich er nun keinen deutlichen Rückstand mehr auf die anderen Fahrer seiner Leistungsklasse hatte. Einzig im dritten Lauf war mit Jo Alexander Koppang aus Norwegen ein anderer Fahrer noch schwächer. Nachdem er auch im letzten Lauf die 39. Zeit gefahren war, platzierte sich Lien mit großem Rückstand auf den letzten, 39. Platz, mit mehr als 20 Sekunden Rückstand auf den Sieger Felix Loch und immer noch etwa neun Sekunden auf den auf Rang 38. platzierten Bulgaren Stanislaw Benjow.

### Bis zu den zweiten Olympischen Spielen
Nachdem Lien in der nacholympischen Saison 2014/15 zu keinem internationalen Einsatz gekommen war, kehrte er 2015/16 in den Weltcup zurück. Mit Rang 31 im Nationencup-Rennen von Igls erreichte er eines seiner besten Ergebnisse bis dato überhaupt. Dennoch folgten keine weiteren Saisonrennen. Mit zehn Punkten in der Gesamtwertung des Nationencups wurde er 52., in der Gesamtwertung des Weltcups kam er mit einem Punkt auf einem mit fünf weiteren Rodlern geteilten 58. Platz. Erst in der Saison 2016/17 kam Lien wieder zu merklich mehr Einsätzen. Zum Saisonauftakt wurde er 36. in Winterberg. Nachdem er in Lake Placid und Whistler nicht gestartet war, trat er in Park City auf der letzten Station der Nordamerika-Tour an und erreichte mit Rang 28 sein bestes Ergebnis in einem Männer-Rennen. Daran schlossen sich in Nagano die Asienmeisterschaften 2016 an, in deren Rahmen Lien hinter Shiva Keshavan und Shōhei Tanaka die Bronzemedaille bei allerdings nur drei Startenden gewann. Im weiteren Saisonverlauf folgten noch Starts in Oberhof sowie im vorolympischen Testrennen in Pyeongchang, bei denen er 33. und 35. wurde. Mit 32 Punkten aus vier Rennen belegte er den 50. Platz in der Gesamtwertung des Nationencups, im Rahmen des Weltcups wurde er mit vier Punkten gemeinsam mit drei anderen Läufern 55. Bei den Weltmeisterschaften 2017 fuhr er auf den 44. Platz und ließ dabei unter anderem den Olympiasieger des Folgejahres, David Gleirscher, hinter sich. In der separaten U-23-Wertung kam er auf den 21. Platz.

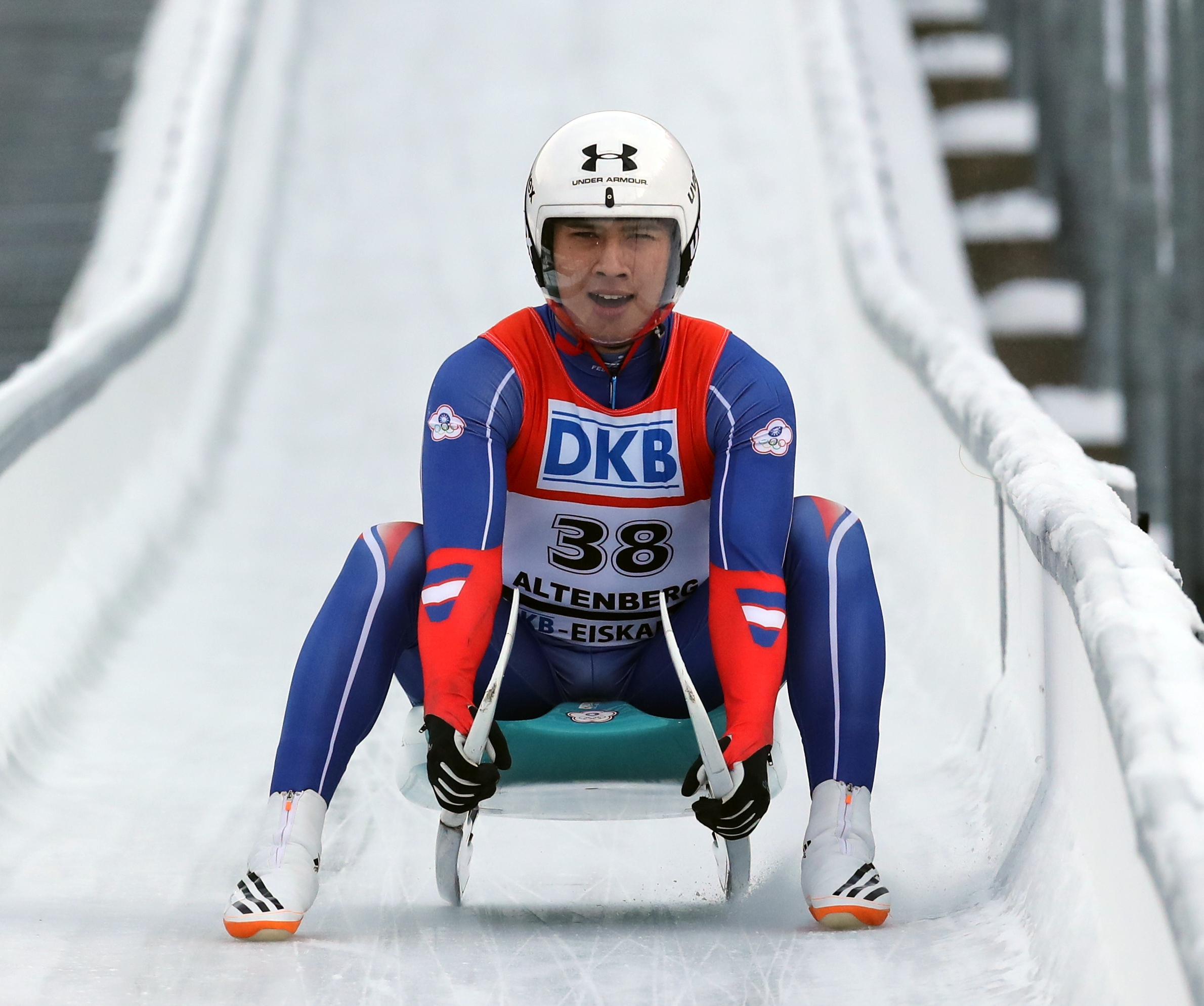
Lien im Ziel beim Nationencup-Rennen in Altenberg im Dezember 2017

Die Saison 2017/18 wurde bislang Liens erfolgreichste. Nach einem 46. Platz zum Saisonauftakt im Nationencup-Rennen von Igls war er danach 39. in Winterberg, 37. In Altenberg wurde er 30. Es waren zugleich die Asienmeisterschaften 2017, in deren Rahmen er sich hinter dem Titelverteidiger Shiva Keshavan und vor dem Südkoreaner Kang Doung-kyu auf dem Silberrang platzierte. Mit sechs Startern gab es dieses Mal ein größeres Starterfeld. In Calgary und anschließend in den drei Rennen von Lake Placid, Königssee und Oberhof wurde er jeweils 32. In Lillehammer erreichte er mit Rang 24 gar sein bestes Ergebnis. Mit 62 Punkten wurde er 47. der Gesamtwertung des Nationencups und mit neun Punkten 54. in der des Weltcups. Saisonhöhepunkt wurde die zweite Teilnahme an Olympischen Winterspielen. Lien war bei der Eröffnungsfeier Träger der Flagge Taiwans, beziehungsweise Chinesisch Taipehs. In Pyeongchang fuhr er im ersten Lauf auf den 39. Platz, einzig der Ukrainer Andrij Mandsij war nach einem schweren Fahrfehler noch schwächer. Auch im zweiten Lauf war er Vorletzter, dieses Mal vor Tilen Sirše aus Slowenien, der ebenfalls einen schweren Fahrfehler hatte. Im dritten Lauf fuhr er die schwächste Zeit. Damit konnte er sich nicht für den vierten Durchgang der besten 20 qualifizieren und belegte am Ende vor Sirše und Mandsij den 38. Platz.

### Nach den zweiten Olympischen Spielen

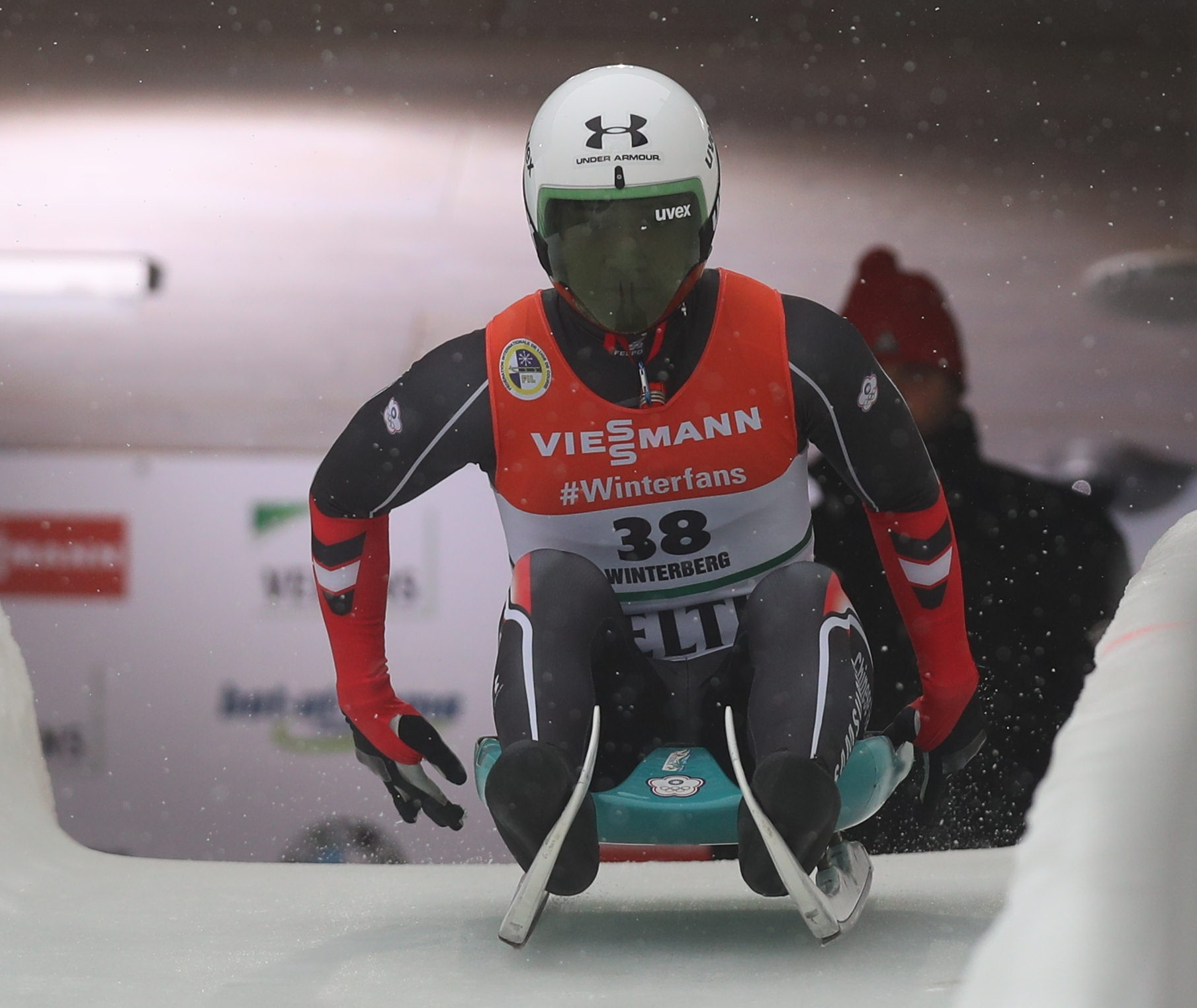
Lien am Start bei den Weltmeisterschaften 2019 in Winterberg

2018/19 kam Lien wieder zu weniger Einsätzen. Zum Auftakt der Saison in Igls wurde er 39. des Nationencups, in Whistler stellte er sein bestes Einzelergebnis mit Rang 24 ein und wurde schließlich in Calgary 28. Letztes Rennen der Saison wurden die Weltmeisterschaften 2019 in Winterberg. Lien belegte dort den 35. und letzten Platz. Mit 32 Punkten wurde er 42. der Gesamtwertung des Nationencups und mit sechs Punkten 50. des Weltcups. 2019/20 folgten keine internationalen Einsätze.

## Statistik

### Ergebnisse bei Meisterschaften

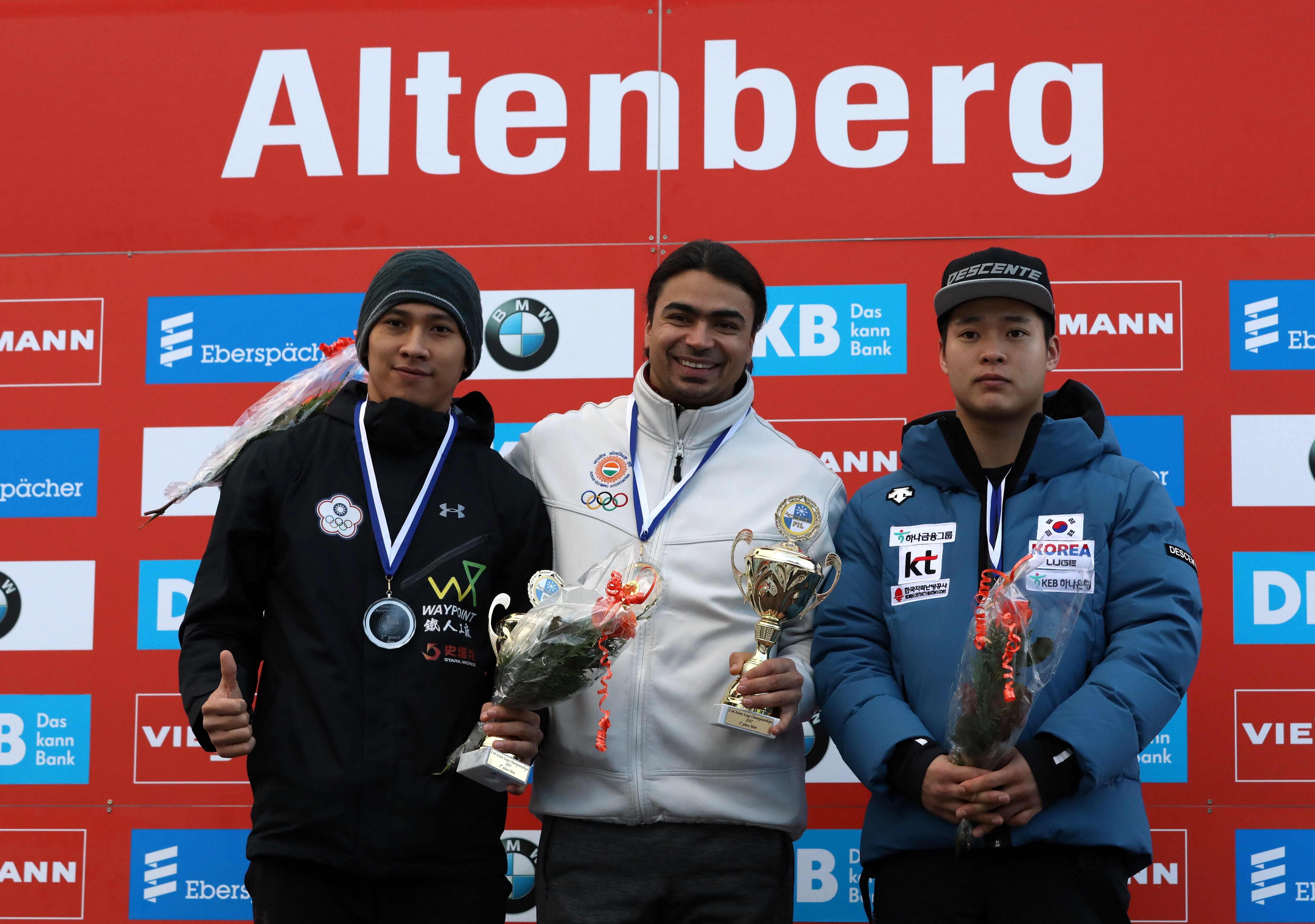
Lien (links) mit Shiva Keshavan (Mitte) und Kang Doung-kyu (rechts)

| Jahr | Olympische Spiele | Weltmeisterschaften | Asienmeisterschaften | U-23-Weltmeisterschaften | Junioren-Weltmeisterschaften |
| ---- | ----------------- | ------------------- | -------------------- | ------------------------ | ---------------------------- |
| 2011 | 0/                | 0–                  | 0–                   | 0–                       | 34.                          |
| 2012 | 20. (Jugend)      | 0–                  | 0/                   | 0–                       | 0–                           |
| 2013 | 0/                | 0–                  | 0/                   | 0–                       | 0–                           |
| 2014 | 38.               | 0/                  | 0/                   | 0/                       | 0–                           |
| 2015 | 0/                | 0–                  | 0–                   | 0–                       | 0–                           |
| 2016 | 0/                | 0–                  | 03                   | 0–                       | 0/                           |
| 2017 | 0/                | 44.                 | 02                   | 21.                      | 0/                           |
| 2018 | 38.               | 0/                  | 0/                   | 0/                       | 0/                           |
| 2019 | 0/                | 35.                 | 0/                   | 0/                       | 0/                           |

### Platzierungen in Gesamtwertungen
| Saison  | Weltcup | WC-Punkte | Sprintweltcup | NC-Nationencup | Punkte | Junioren-Weltcup | JWC-Punkte | Jugend-A-Weltcup | JAWC-Punkte |
| ------- | ------- | --------- | ------------- | -------------- | ------ | ---------------- | ---------- | ---------------- | ----------- |
| 2010/11 | 0/      | 0/        | 0/            | 0/             | 0/     | 0/               | 0/         | 27.              | 66          |
| 2011/12 | 0/      | 0/        | 0/            | 0/             | 0/     | 37.              | 44         | 0/               | 0/          |
| 2012/13 | 66.     | 03        | 0/            | 64.            | 12     | 0/               | 0/         | 0/               | 0/          |
| 2013/14 | 62.     | 05        | 0/            | 53.            | 23     | 27.              | 38         | 0/               | 0/          |
| 2014/15 | 0–      | 0–        | 0–            | 0–             | 0–     | 0–               | 0–         | 0–               | 0–          |
| 2015/16 | 58.     | 01        | 0/            | 52.            | 10     | 0/               | 0/         | 0/               | 0/          |
| 2016/17 | 55.     | 04        | 0/            | 50.            | 32     | 0/               | 0/         | 0/               | 0/          |
| 2017/18 | 54.     | 09        | 0/            | 47.            | 62     | 0/               | 0/         | 0/               | 0/          |
| 2018/19 | 50.     | 06        | 0/            | 42.            | 32     | 0/               | 0/         | 0/               | 0/          |

## Einzelbelege
1. ↑  Der Spiegel: Olympia 2018: Rodler aus Taiwan startet in Pyeonchang – Der Spiegel – Sport. Abgerufen am 11. November 2020.
2. ↑  No ice, no problem for Taiwan luger Lien. Abgerufen am 11. November 2020 (amerikanisches Englisch).
3. ↑  Ian Ransom: Luge: Taiwan's Lien takes hard road to Pyeongchang. In: Reuters. 7. Februar 2018 (englisch, reuters.com [abgerufen am 11. November 2020]).
4. ↑  Worst-Dressed Olympic Team: Taiwan? In: Wall Street Journal. 10. Februar 2014, ISSN 0099-9660 (wsj.com [abgerufen am 11. November 2020]).
5. ↑  PTI: Shiva Keshavan grabs gold at Asian Luge Championship. Abgerufen am 11. November 2020 (englisch).
6. ↑  India’s Winter Olympian Shiva Keshavan retains Asian Luge Championships. 2. Dezember 2017, abgerufen am 11. November 2020 (englisch).
7. ↑  Olympic referendum: Shall it be 'Taiwan' or 'Chinese Taipei'. In: Mainichi Daily News. 22. November 2018 (mainichi.jp [abgerufen am 11. November 2020]).
8. ↑  From Israel to Nigeria, sliders somehow find Pyeongchang. Abgerufen am 11. November 2020 (englisch).

| Personendaten    | Personendaten                     |
| ---------------- | --------------------------------- |
| NAME             | Lien, Te-an                       |
| ALTERNATIVNAMEN  | Te-an, Lien; 連•德安 (chinesisch) |
| KURZBESCHREIBUNG | taiwanischer Rennrodler           |
| GEBURTSDATUM     | 29. Oktober 1994                  |
| GEBURTSORT       | Nan’ao                            |